# 조선의 경제

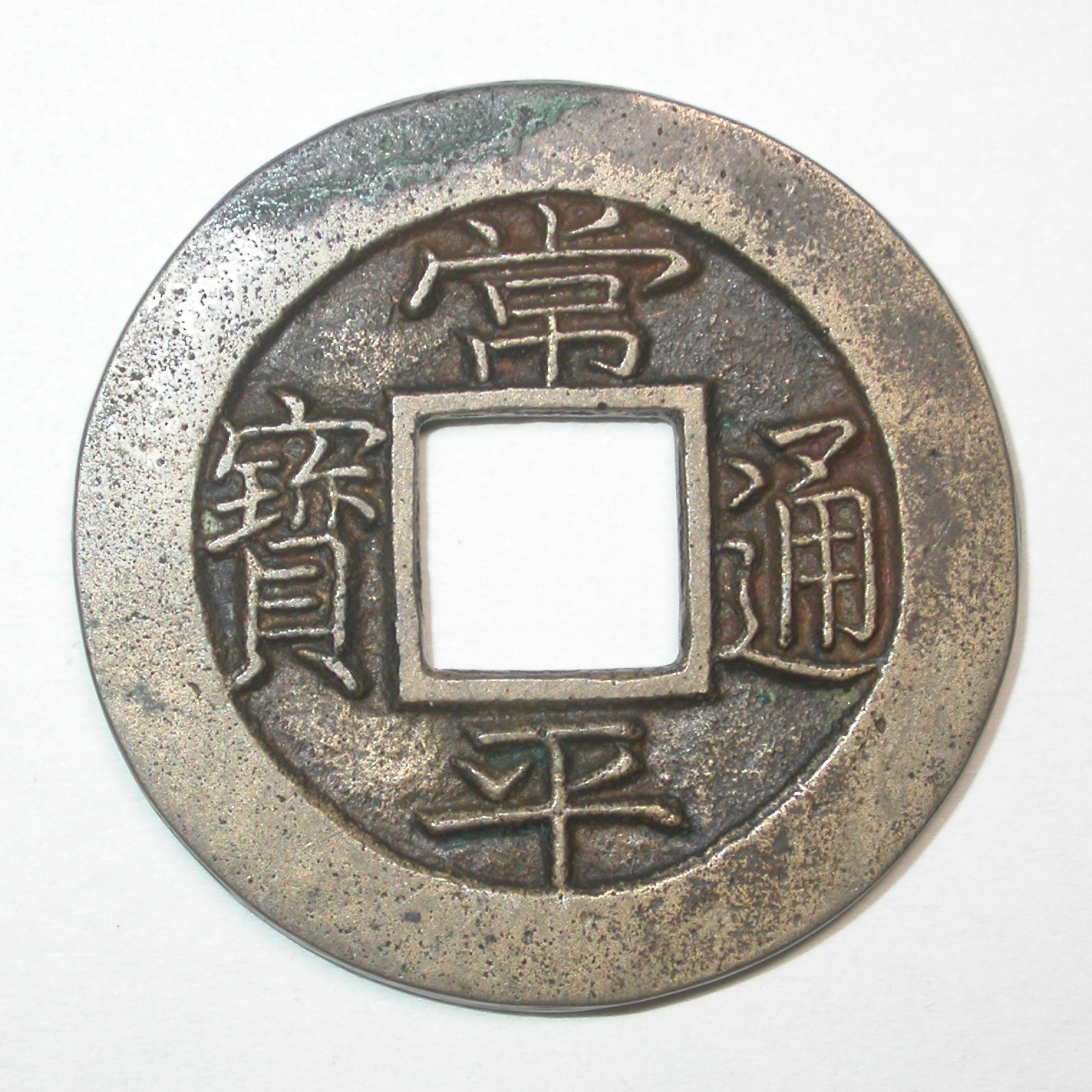
상평통보는 조선의 대표적 화폐이다.

조선의 경제는 농업 중심의 자급적 지역 경제를 기반으로 한 가운데 개인 간의 호혜를 바탕으로한 선물과 부조, 국가의 조세 수취와 자원의 공적 분배와 함께 시장에서 이루어지는 상업 경제가 혼재되어 있었다.:175-192 이러한 상황은 이전 왕조인 고려가 국제 무역을 비롯한 상업 활동에 적극적이었다는 점과 비교된다.
경제 활동은 크게 보아 생산과 소비, 그리고 둘 사이를 연결하는 교환·유통을 담당하는 상업으로 구분지어 생각할 수 있다. 조선은 중기 이전까지 생산은 농업을 중심으로 한 자급 체계를 중심으로 진행되었고 소비는 많은 부분이 상호 호혜에 의존하였다. 유희춘의 《미암집》에는 별다른 댓가 없이 선물로서 받은 물품이 총 2,855 회 기록되어 있다.:175-176 조선의 호혜 경제는 전기에는 개인간의 친분에 의한 선물의 형태로 진행되다가 후기로 들면 계나 향약, 두레 등의 집단에 의한 공동 부조의 성격이 강화되었다. 이러한 관행은 오늘날에도 결혼이나 장례에 부의금을 내는 형태로 한국 문화에 남아있다.:176
조선은 농업 중심 국가로서 토지는 가장 큰 자산이자 경제 기반이었다. 조선의 국토는 이론적으로 국왕이 최종적인 주인으로서 몰수와 배분 등의 처분을 내릴 수 있었지만 고려 말 공민왕 시기의 과전법으로 사유지가 재분배 된 이후 조선 초까지 매매가 금지되던 토지는 세종 대에 이르러 거래가 인정되었다. 이는 당시 이미 정착된 토지 거래 관행을 국가가 인정한 것이다. 경작지의 주인인 전주(田主)는 자신의 토지를 국가의 아무런 규제 없이 매각하거나 증여, 또는 상속할 수 있었다.
조선의 공업은 크게 보아 관청에서 자신이 필요한 물품을 제조하며 여유분을 시장에 유통하는 경우와 전문적인 장인이 제작하여 판매하는 경우로 나눌 수 있다. 조선은 각종 물품을 제조하는 공장(工匠)을 《공장안》(工匠案)에 등록시켜 관영 수공업 체제로 흡수하였다. 그러나 중기 이후 관청에 등록되지 않은 장인의 생산과 판매를 묵인함으로써 관영 수공업은 점차 민영 수공업 체제로 전환되었다.
조선은 상업 활동에 대한 규제가 엄격하였다. 국가가 지정한 품목은 육의전 등의 시전을 통해서만 공급되었고 사사로이 장사를 하는 난전은 금난전권으로 금지되었다. 금난전권은 조선 후기까지 유지되다가 정조 시기 신해통공으로 폐지되었다. 조선 중기까지 국제 무역은 중국과의 거래는 사신 행차와 함께 동행하는 공무역이 주를 이루고 일본과의 거래는 왜관을 통하여 이루어졌다. 이러한 구조에서는 역관과 같은 관리가 자신의 직위를 이용하여 막대한 부를 거머쥘 수 있었다. 그러나 임진왜란 이후 일본과의 공식적 무역 거래는 크게 감소하였고 중국과는 공무역 이외에도 사무역이 성행하면서 경상, 송상, 만상과 같은 상인 조직이 출현한다.

## 화폐

### 현물화폐

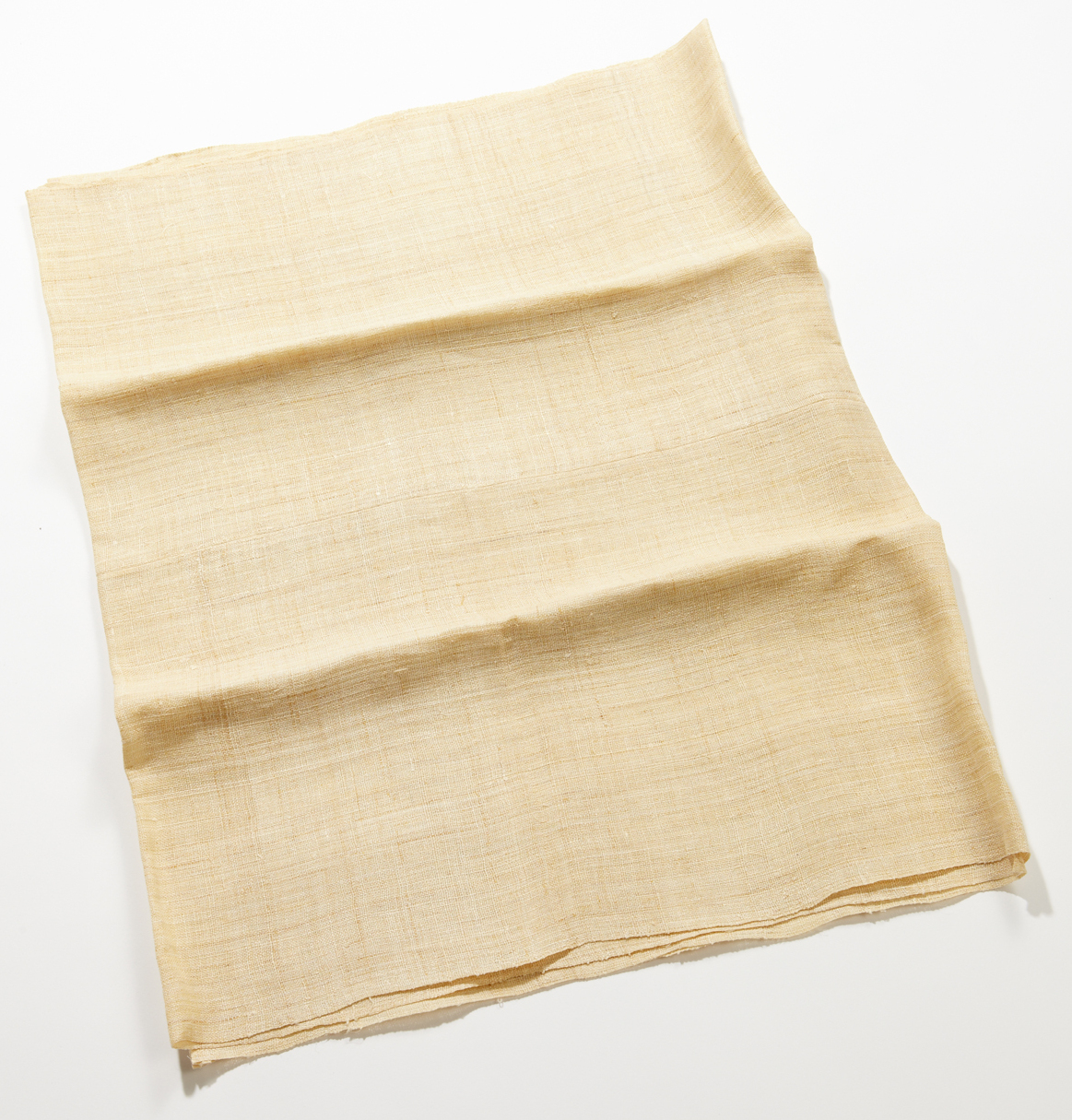
삼베는 오랫동안 현물화폐로서 거래되었다.

조선의 경제 활동에서 가장 일반적으로 쓰인 교환 수단은 쌀 등의 곡물과 면포, 삼베 등 직물을 이용한 현물화폐이었다. 곡물은 주로 세금의 납부, 관리들의 녹봉 지급 등에 이용되었고 면포와 삼베는 각종 거래에 이용되었다. 초기에는 주로 삼베가 교환을 위한 현물화폐로 기능하였으나 점차 목화 재배 면적이 늘면서 면포가 쓰이기 시작하였다. 직물을 거래에 일반적으로 사용하는 것은 16세기 말, 17세기 초까지도 계속되었다. 국가가 정한 직물의 표준은 5승포로 1 승은 80 올이어서 5승포는 한 폭에 400 올이 들어간 직물이다. 그러나 실제 거래에서는 4승포나 3승포 등이 상포(常布)로 불리며 사용되었고 심지어는 옷감으로서는 도저히 사용할 수 없는 2승포도 거래되었다. 2승포의 경우엔 오로지 거래만을 위해 제작된 직물이라 할 수 있다. 이러한 현물화폐는 조선 후기에 주화가 명목화폐로서 정착된 뒤로도 여전히 사용되었으며 상인들은 자신들의 이익에 따라 각 종 현물, 명목 화폐 중에서 유리한 것을 이용하여 거래하고자 하였다.
현물화폐는 해당 물품의 작황 등에 영향을 받고 별도의 관리에 어려움이 많기 때문에 조선의 중앙정부는 초기부터 명목화폐를 제작하여 유통시키고자 노력하였으나 그리 성과를 내지 못하였다. 화폐 유통이 실패한 이유는 무엇보다 경제 활동의 상당 부분이 이익을 목적으로 하지 않고 선물로서 주고 받는 호혜경제에 의존하고 있었기 때문이다. 물품의 교환 활동 자체가 적었던 것이다. 조선의 교환 경제는 양란 이후 조선 후기에 이르러서야 활성화되었다.

### 저화
조선 초기 국가가 유통시키고자 한 것은 일종의 지폐인 저화이다. 저화는 닥나무를 원료로 한 한지인 저지를 화폐로 사용한 것이다. 저화는 저지를 품질에 따라 저주지(楮注紙)와 저상지(楮常紙)로 나누고 가로 세로의 규격을 정하여 제작한 뒤 규격을 심사한 기관이 도장을 찍어 품질을 인증하였다. 그러나 저지는 시장에서 유통을 꺼렸는데 사용이 길어지면 쉽게 상하지만 규격 당 명목가치가 고정되어 있었기 때문이다. 국가는 저지에 대한 불신을 잠재우기 위해 저화 1 장의 가격을 쌀 1 말, 30 장의 가격을 무명 1 필로 고정하고 이의 교환을 국가가 보장하는 태환보증책을 실시하였으나 그 실시가 일반적으로 이루어지지도 않았고 한시적이어서 결국 저화는 사장되었다. 다만 저화는 가격 표시의 기준으로서 여전히 이용되어 상평통보의 보급 이전에 작성된 각종 매매문서에 등장한다.

### 주화
저화는 생산된 지역에 따라 품질이 다르고 쉽게 훼손되고 더러워져 시간이 지남에 따라 실질가치가 하락한다는 문제점이 있었기 때문에 주화의 유통을 추진하게 되었다. 세종 11년 일본에 통신사로 다녀 온 박서생은 일본에서 동전 사용이 일반화 되어 있어 여행과 징세가 편리하다고 보고 하였다. 세종은 이미 조선통보를 제작하여 유통시키고자 하였다가 실패한 경험이 있었지만 박서생의 보고를 받아들여 다시 동전 주조를 시도한다. 이후 인조 대에 이르기까지 조선통보가 간헐적으로 제작되었으나 본격적인 유통은 실패하였다.
동전 유통 문제의 가장 큰 원인 가운데 하나는 한반도에 구리의 채굴량 자체가 매우 적었다는 점이었다. 세종은 장영실을 경상도 채방별감(採訪別監)으로 삼아 경상도를 비롯한 여러 지역을 돌아다니며 광물을 조사하게 하였으나 큰 성과가 없었다. 조선은 동전을 비롯한 각종 유기의 제작에 소요되는 구리를 수입하여야 하였다. 17세기 이후 제작된 상평통보에 사용된 구리의 주요 수입원은 일본이었다. 국내 구리 산출량이 크지 않기 때문에 이를 사용한 동전의 제작 역시 수가 제한될 수 밖에 없었다. 그에 더해 조선은 갑오경장 이전까지 화폐를 일괄하여 관리하는 중앙은행의 역할을 맡는 기구가 존재하지 않았다. 동전 제작 이전에 시도된 저화 역시 사정은 마찬가지여서 정부의 각 기관이 필요에 따라 발행하였다. 동전의 경우 이를 주조하는 각 기관에 따라 구리의 함량, 동전의 두께 등에 차이가 발생하였고 이는 사람들이 동전마저 불신하는 이유가 되었다. 이 때문에 세종은 동전을 포기하고 철전을 발행하고자 하였으나 주화의 가치 하락이 계속되자 이 역시 포기할 수 밖에 없었다.  동전의 원료인 구리 자체가 품귀현상을 보이자 동전을 녹여 구리를 다른 용도로 사용하는 훼전이 발생하기도 하였다.
동전의 유통이 실패한 이후 조선 중기의 경제 활동은 다시 삼베와 면포를 이용한 교환이 주가 되었다. 이런 사정은 임진왜란에 따른 재정 악화에 의해 변화를 맞게 되었다. 의주까지 국왕이 몽진을 한 상황에서 특히 원정온 명나라 군대에 대한 보급이 원활하지 않게 되자 동전을 주조하자는 주장이 힘을 얻게 되었다. 그러나, 전란 중인 상황으로 실제 제작은 이루어 지지 못하였고 인조반정 이후 조세 수취의 방편으로 동전 주조가 시도되었으나 여전한 구리 부족 문제를 극복하지 못하였다. 헌종 시기 거제도에서 구리 광산이 발견되었지만 산출량은 여전히 부족하였다. 한반도의 구리는 주로 경상도 지역에 분포하고 있으며 백악기 시기의 지질에서 관찰된다. 거제도의 구리 광산은 훗날 영국와 일본 등의 열강이 각축하는 장소가 되었다가 일제강점기에 개발되었고 1980년대 초 폐광되었다.
이러한 상황은 17세기 들어 일본의 구리 생산량이 크게 증가하면서 변하였다. 이전16세기 일본의 연간 구리 생산량이 50 톤 가량이었던 데 반해 17세기에 들어 새로운 광산이 개발되면서 150 톤 이상으로 증가하였다. 조선은 이러한 일본의 구리를 수입하여 상평통보의 주조에 사용하였다. 당시 구리의 수입 가격은 구리 100 근 당 은 20 냥 정도였다. 상평통보는 모두 1,300~1,500만 냥이 발행되어 총 30~40만 톤의 구리가 사용된 것으로 추정된다. 일본으로부터 구리를 수입하지 않고서는 유통이 불가능한 양이었다. 임진왜란 이후 조선은 왜관을 개방하고 쓰시마를 통한 중계 무역만을 허용하였기 때문에 구리 역시 쓰시마를 통하여 수입하였다 구리 수입의 대가는 쓰시마가 자급하지 못하는 쌀과 면포로 치러졌다.
숙종 4년(1678년) 상평통보가 주조되어 공급되기 시작하였으나 그 과정은 여전히 순탄하지 않았다. 조선은 화폐의 유통량과 물가 상승이 연동되는 인플레이션의 개념을 알지 못했고 초기 동전 공급이 급격히 증가하자 물가 상승 충격을 받았다. 이 때문에 1698년 상평통보의 주조는 다시 금지되어 이후 30년간 주조되지 않았다. 이에 더해 여러 가지 사유로 전황이 발생하여 동전의 실질 가치는 안정적이지 못하였다. 전황은 18세기 전체 기간 동안 조선 경제의 골치거리였다. 지배층인 사대부가 동전 사용에 부정적이었던 점, 일본의 구리를 수입하며 발생하는 국부 유출의 문제와 함께 거상, 거부 등이 단지 부의 축적 수단으로서 동전을 이용하여 제작된 수에 비해 실제 유통량이 줄어드는 문제 등 전황의 이유는 다양하였다.
이러한 어려움에도 불구하고 상평통보는 이전의 동전과 달리 조선의 대표적인 화폐로 자리잡게 되었는데 발행량 자체가 이전과 비교할 수 없을 정도로 많았던 것이 가장 큰 요인이었다. 상평통보를 창안한 숙종 시기, 국가는 상평청을 새로이 만들고 동전의 주조를 중앙집권적으로 통제하고자 하였으나 여러 이유로 그러지 못하였다. 우선 조선은 조세의 수취가 한 곳에서 이루어 지지 않고 각 부처마다 수취처를 따로 관리하는 구조였기 때문에 동전의 발행 역시 한 곳에서만 이루어지도록 할 동기가 적었다. 또한 자주 발생한 흉년 등으로 동전의 수요 역시 중앙이 통제하기에는 역부족이었다. 이러한 이유로 상평통보의 발행처는 호조, 상평청, 진휼청, 정초청, 어영청, 사복시, 훈련도감 등 중앙 7개 기관을 비롯하여 각 지방 관청으로 다원화되었다. 이러한 다원적 화폐 발행은 정조 시기 일원화 되기도 하였으나 결국 다시 다원화 하여 운영되다 고종 시기에서야 일원화된 발행처를 마련하게 된다.

## 산업
조선의 가장 중요한 산업은 농업이었다. 조선뿐만 아니라 근대 이전 전통사회에서 농업의 중요성은 농자천하지대본(農者天下之大本, 농업이 세상의 근본이다)라는 말로 요약될 수 있다. 공업은 조선 초기 관주도의 수공업에서 후기 민간 수공업의 확대로 발전하여 나갔다. 광업 역시 조선 후기에 들어서야 탐사와 채굴이 본격화 되었다. 상업에 대해서도 중앙의 통제에 바탕을 둔 시장의 운영을 기본으로 하였으며 지방의 경우엔 오일장과 같이 점차 정기적인 시일을 두고 열리는 장시가 생겨났다.

### 농업

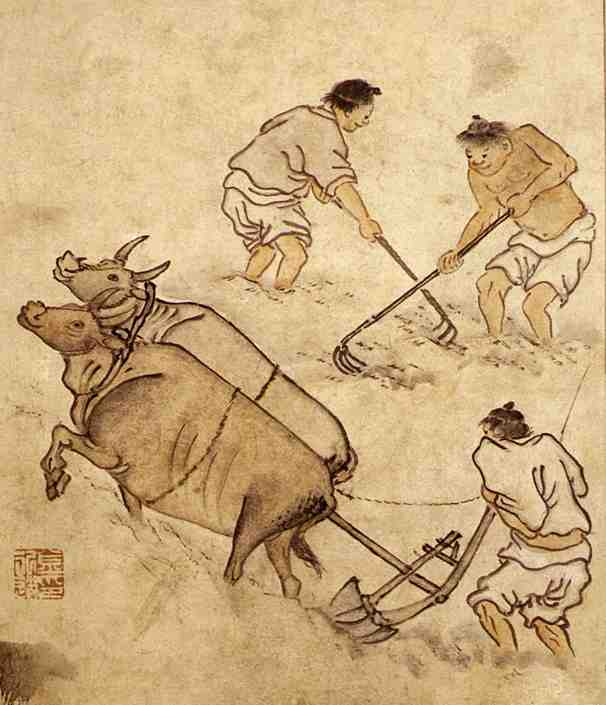
김홍도의 《논갈이》

조선은 농업(農業)을 국가적으로 중요시하였다. 근대적 농업 기술이 없어 특히 비료의 생산이 부족하였던 전 근대 시기에는 동서양을 막론하고 농업생산량이 낮았으며 늘 기근의 우려가 있었다. 작물의 생장에 특히 중요하게 작용하는 요소는 질소인데 공기 중에 가장 많은 양을 차지하는 것이지만 식물은 이를 직접 이용하지 못하고 박테리아 등의 질소고정 작용을 통해 뿌리로 흡수 할 수 밖에 없다. 질소를 화학적인 방법으로 고정하여 비료를 만드는 방법은 20세기가 되어서야 개발되었다. 작물을 기르며 이렇게 토양 속의 질소를 소비하면 경작지는 당분간 작물이 잘 자라지 않게 된다. 이를 "지력"(地力)이 떨어졌다고 표현하였다. 지력이 떨어진 토지에 대한 대처 방법은 오랜 기간 동안 휴한농법을 통해 지력을 회복하는 방식이었다. 1년에서 2년 정도 작물을 기르지 않고 경작지를 쉬어 두면 그 사이 각종 질소고정식물들이 자라면서 토양에 다시 질소 성분을 보충할 수 있었다. 밭을 깊게 갈아 엎는 활동도 땅속 깊이 들어간 질소를 끌어내는 데 도움이 되었고 지력의 회복을 위해 다른 곳의 흙을 가져와 밭에 섞는 객토도 흔히 쓰인 방법이다.
질소의 공급과 함께 농업 생산량에 큰 영향을 미친 요인 중의 하나는 관개이다. 조선은 산지가 많고 육로를 이용한 자원의 공급이 쉽지 않았기 때문에 대규모 관개에 필요한 수레, 수차와 같은 도구가 부족하였다. 이는 이웃한 중국이나 일본보다 조선의 농업생산량이 떨어지는 결과를 가져왔다. 관개를 위한 저수지의 부족과 관개 수로의 미비로 인해 상당수의 논밭이 자연적인 강우에 의존하는 천수답으로 운영되었다. 가뭄이 들 경우 특히 논의 피해가 심했고, 한반도의 벼 파종시기는 강우가 집중되는 여름이 오기 전에 이루어져 가뭄 피해를 입기 쉬운 환경이었기 때문에 조선은 오랫동안 모내기를 금지해 오다가 후기에 들어서야 일반화 되었다.
조선은 낮은 생산량과 관개의 부족으로 인한 기근 우려를 곡물 저장으로 해결하고자 하였다. 각 지방의 주요 지점에 조창을 세우고 수취한 곡물을 보관하면서 환곡 제도를 통하여 기근에 대비하였다. 세종 시기 1백만 석 정도의 곡물 저장량을 보였고 임진왜란 직후 등에는 저장량이 바닥을 드러내기도 하였으나 조선 후기에 들어서면 1천만 석까지 저장량이 늘어난다. 이 덕분에 곡물의 1인당 생산량은 중국에 비해 적었지만 저장량은 오히려 더 많았다.
조선은 앞서 설명한 어려움을 극복하고자 국가 차원에서 농업 기술을 개발하고 보급하고자 하였다. 특히 세종 시기 각종 농업서를 개발하고 보급하였으며 이후 농업의 장려는 각 지방 수령의 핵심적 역할이었다.
조선 전기까지 많은 어려움을 겪던 조선의 농업 생산량은 후기에 들어 여러 요인에 의해 개선되었다. 우선 관개 시설이 증가하여 모내기가 일반화 되었고 이로서 작물 역시 벼가 압도적인 우위를 차지하게 되었다. 이와 함께 고구마와 같은 구황작물의 도입으로 가뭄에 의해 주식인 쌀이 흉년을 맞더라도 심각한 기근을 피할 수 있는 방법이 생겼다.:1-24 생산량에 여유가 생기면서 농촌에서 각종 환금작물을 대량으로 재배할 수 있는 배경이 되었다. 특히 면화와 같은 작물이 중요하게 취급되었다.

### 광공업

#### 공업

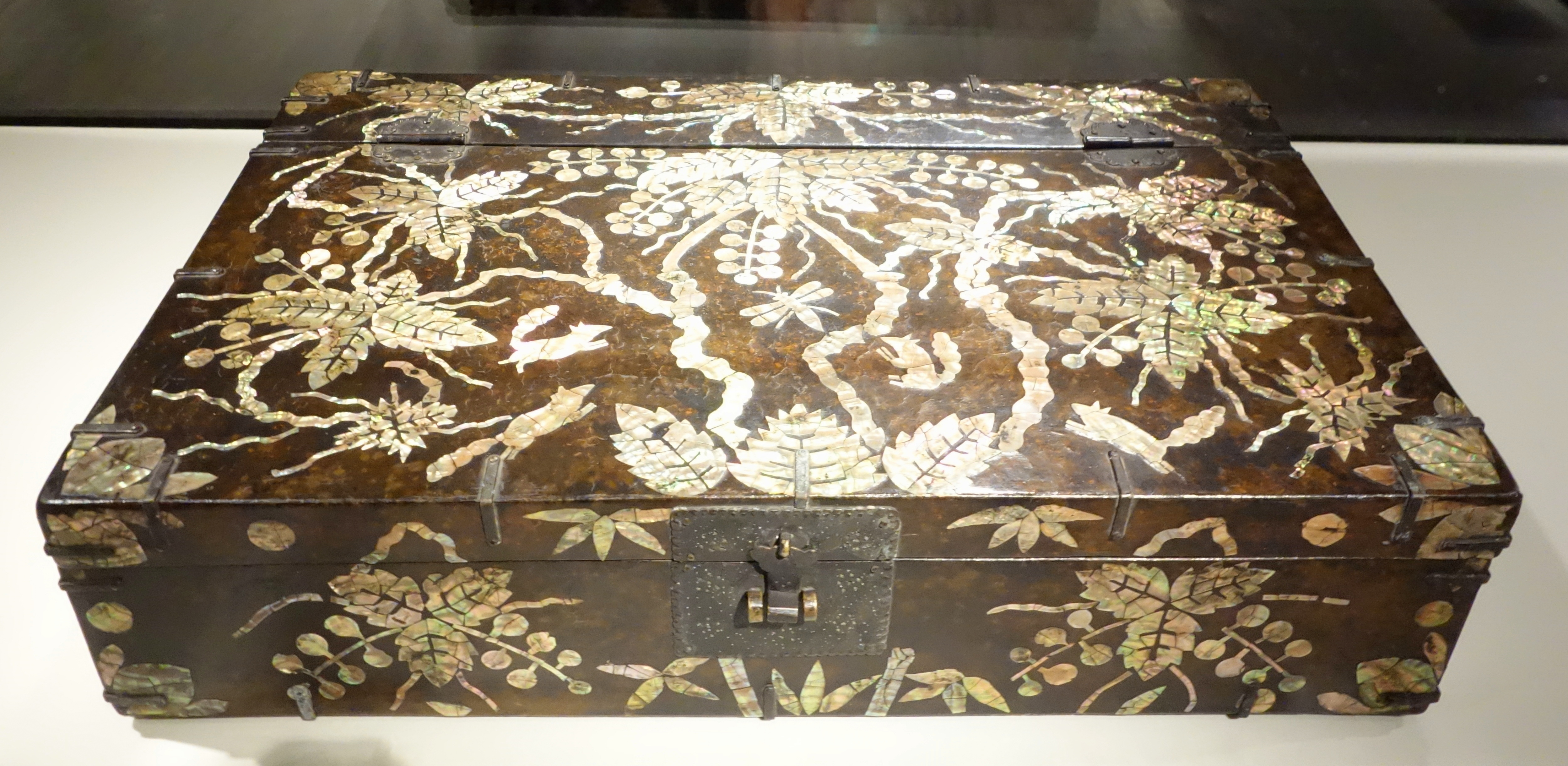
센프란시스코 아시아미술관이 소장 중인 18세기 조선의 나전칠기

조선 시대의 공업은 전기의 경우 국가의 주도로 관리되었다. 전문 수공업 종사자인 공장(工匠)은 모두 국가에 등록되어 활동하는 것이 원칙이었다. 이는 이미 고려 시기부터 행해 오던 규정이었다. 공장은 중앙 정부에 속한 경공장과 지방 관청에 속한 외공장으로 나누어 관리되었고 이들을 등록 관리하는 《공장안》을 만들어 공조와 공장의 소속관청, 그리고 각 도와 읍에 보관하였다. 《경국대전》에는 130 여 종의 공업을 담당하는 2,795 명의 경공장을 규정하여 30 여 개의 관청에 배속시켜 두고 있다. 이들이 제작한 것은 사기와 옹기 같은 도기류, 활과 화살 등의 무기류, 야철과 같은 금속의 제련, 삼베와 비단의 방직 등이 주를 이루었다. 한편 외공장은 3,764 명으로 이들 가운데 종이를 만드는 지장의 수가 가장 많았고 이 외에 금속을 제련하는 야장, 돗자리를 만드는 석장과 같은 장인들이 있었다. 경공장은 대부분 궁궐 근처에 작업장을 두었고 지금도 북촌 한옥마을 인근에 경공장의 후예가 운영하는 26 곳의 공방이 남아있다.
그러나 국가가 주도하는 관공업은 실제 생활의 모든 수요를 감당하는 것이 아니라 국가의 소요에 필요한 물품의 수급에 촛점이 맞추어져 있었고 민간에서 필요한 물품은 별도의 민간 수공업을 통해 제작되었다. 대부분의 생활 소품 등은 직접 제작하거나 부업으로 제작하여 판매하는 것을 사는 경우가 많았지만, 놋그릇이나 농기구, 갓, 장도(粧刀)와 같은 물품은 전문적인 기술이 필요하여 전업으로 제작하는 민간 장인이 담당하였다. 관주도의 수공업은 지방 행정 기관의 주요 수입원이기도 하였다. 이순신은 삼도수군통제사 시기 통영에서 공방을 운영하여 재정을 확충하였고 전란 이후 이 공방들이 계속 운영되어 통영을 수공업 중심지가 되도록 이끌었다. 특히 나전칠기는 지금까지도 대표적인 통영의 명물로 자리잡고 있다. 다른 각종 관청 역시 외공장을 두고 필요한 물품을 만들고 수요 외의 것을 판매하여 재정을 확보하였다.
임진왜란과 병자호란 이후 전기의 관주도 공업 체계는 약화되었고 대신 민간 수공업이 발달하기 시작하였다. 17세기에 이르면 대다수의 공산품이 민간 수공업에 의해 제작되게 된다. 《공장안》에 등록된 장인들도 임금을 받고 일하는 노동자로 전환하기 시작하였다. 18세기 초인 숙종 33년(1707년)의 《비변사등록》 기록에는 옹기를 만드는 사옹원에 속한 장인들이 기존에는 번을 돌며 의무적으로 출근하여 옹기를 제작하였는데 군역을 대신하는 것과 같은 무상 노동에 불만이 많아 번을 서지 않고 일정 댓가를 지급하여 물품만 받는 형식으로 바뀌는 과정이 언급되어 있다.  정조 시기에 편찬된 《대전통편》에는 경공장을 두고 물품을 제작하는 중앙 관청이 전기의 30개에서 15개로 대폭 감소된다. 대동법 시행 이후 현물을 공납받던 것을 모두 쌀로 대체하면서 필요한 물품은 공인(貢人)들이 구입하여 납부하는 방식으로 바뀌면서 이들이 자금과 생산도구를 대고 장인이 임노동의 형식으로 작업하는 민간 수공업이 발달하게 되었다.
조선은 장인을 천시하여 이들이 사회적으로 생산을 주도하지는 못하였고 들어온 주문에 맞추어 제작하는 방식의 관행이 굳었다. 특히 일부 업종은 천민의 생계 수단으로 취급되었는데 가축을 도살하는 도축업이나 버드나무 가지등으로 각종 바구니와 생활용품을 만드는 고리백정 등이 있다. 천민에 대한 차별은 조선 이후 일제강점기까지 계속되어 천민 차별 철폐를 주장하는 형평사 운동의 계기가 되었다. 유형원은 《반계수록》에서 세금이 과하고 생산품의 품질을 관리하지 못하는 실정을 비판하였다.
조선 시기 수공업의 지역별 명산품은 오늘날에도 여전히 각 지역의 전통 공예로 이어지는 경우가 많다. 예를 들면 유네스코 인류무형문화유산으로 등재되어 있는 한산모시나, 전주시의 부채를 들 수 있다.

#### 광업

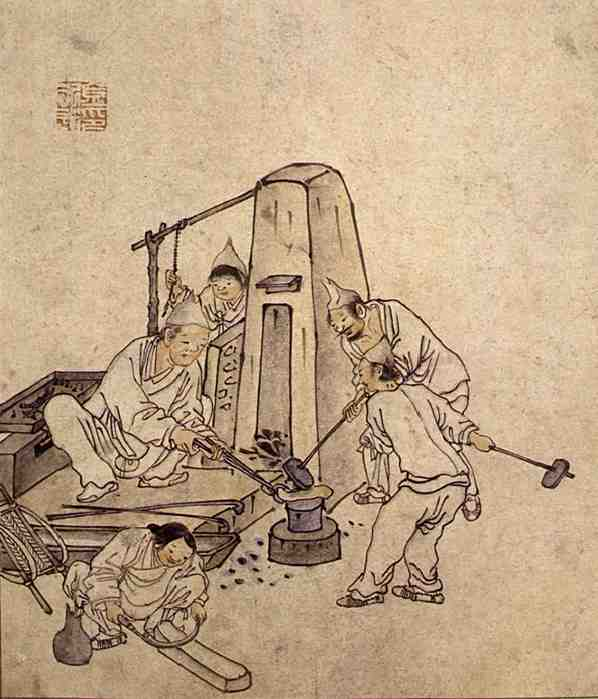
김홍도의 《대장간》

광업은 이미 선사시대부터 주요한 산업의 하나였고 고려에 이어 조선도 국가에서 광산을 관리하여 사사로이 채광하는 것을 엄금하였다. 조선의 주요 광물로는 금, 은, 철, 구리, 아연 등이 있었다. 금속은 아니지만 고령토는 자기의 주요 원료로 중요한 자원으로 취급되었다. 고려시대에는 각지의 철광 인근에 철장을 두어 관리하였으나 철광석의 채굴과 납품, 제련을 현물로 공납하게 한 제도가 가혹하여 문제가 되자 이를 대납하게 하고 국가가 직접 관리하는 철장도회제를 실시하였다. 이 제도는 각도의 관찰사가 감야관을 임명하여 철의 생산을 감독하게 하였는데 임명된 감야관이 사익을 챙기는 경우가 많아 비판을 받았다.
조선 전기 각도의 철장도회는 모두 27 곳이었는데 철광석은 드물었고 대개는 강모래에서 철을 선별하는 사철을 이용하였다. 조선 후기로 넘어가면서 전란을 겪은 뒤 조선은 철의 확보를 훈련도감을 비롯한 군영의 책임으로 돌리고 철을 채취하는 취역군 역시 군영의 관할로 두었다. 그러다가 대동법 시행 이후 철 역시 공인의 대납이 관행이 되면서 군영의 철생산은 줄어들고 18세기에 이르러 호조 별장이 공인으로부터 광물을 대납받는 호조별장제가 도입되었다. 호조별장제 아래에서 공인들은 각지의 광산을 개발하여 민간 광업이 활발하게 되었고 이들이 광산을 만들어 신고하면 채광량에 따른 세금을 수취하는 설점수세제가 운영되었다. 정조 22년(1798년) 그 동안 금지해 오던 금광과 은광의 민간 개발을 허용하면서 광산 개발이 활발해지게 되었다. 정조 22년 당시 채광 중인 금광은 3곳이었으나 점차 금광 개발이 늘면서 고종 시기가 되면 수십 곳의 사금 채취장이 운영되고 있었다.
19세기에 이르면 덕대로 불리던 민간 광산업자가 사람들을 모아 광산을 개발하였다. 덕대는 일종의 모험적인 사업가로 물주를 찾아 그의 이름으로 관청에 설점을 신고한 뒤 실제 개발과 운영은 덕대가 진행하는 방식이었다. 덕대는 농촌 등지에서 사람을 모아 임노동으로 광산 작업에 동원하였는데 노동조건은 매우 열악하였고 각종 사고로 위험하였다. 이렇게 모인 사람들은 광산을 놓고 서로 다투거나 때로는 반란에 가담하면서 사회 문제가 되기도 하였다.

### 토목과 건축
조선 시대의 토목은 국가의 중요 사업이었다. 군사적으로는 각종 성곽의 축성과 보수가 중요시 되었고, 서울을 비롯한 중요 행정 중심지는 계획된 구획에 따라 정비되었다. 생산과 관련한 주요 토목 사업은 관개를 위한 저수지와 수로의 건설이었고 각 지역을 잇는 도로 역시 중요하였다. 조선은 주요 도로에 역참을 두어 중앙과 지방의 연락을 도모하였는데 이를 위해 도로의 정비와 교량의 건설이 필요하였다. 각종 토목 공사는 백성의 요역(徭役)으로 진행하였다. 무상으로 노동을 제공하는 요역은 늘 원망의 대상이었다. 특히 경제적으로 여유가 있는 자는 대역을 세워 다른 사람을 보내거나 삼베 등을 바치는 것으로 대신하였기 때문에 하층민이 요역을 전적으로 부감할 수 밖에 없는 구조가 되었고 이는 조선 말까지 개선되지 못하였다. 정조 시기 수원 화성의 축성에는 임금이 지급되기도 하였으나 이후 국가 주도의 토목과 건축에서 정식적인 제도로 정착되지는 못하였다.
건축은 구조물에 대한 고도의 지식을 요구하는 기술이기 때문에 전문적인 목수가 이를 담당하였다. 대목장은 궁궐에서부터 각종 관청과 사원, 유력자의 사택 등의 건축을 총괄하였다.

## 상업

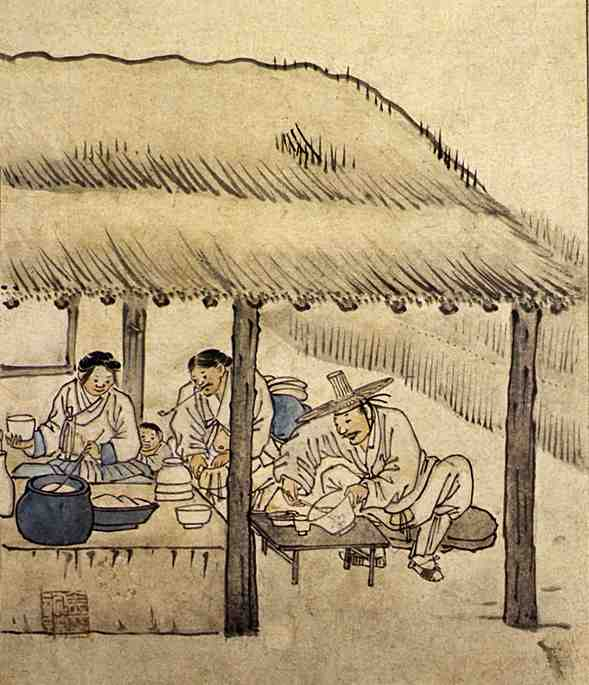
김홍도의 《주막》

조선 시기의 상업은 취급하는 품목에 따라 궁방과 관아가 취급하는 품목, 시전 상인의 취급 품목, 일반적인 거래가 행해지던 품목, 특별한 거래만이 허용된 품목, 취급 금지 품목 등으로 구분하여 이야기 할 수 있다. 궁방이나 관아의 취급 품목은 시전 상인의 취급 품목과 상당부분 겹치는 부분이 있으나 관청 수공업 공예품과 같이 독점적인 판매 품목들이 있었고 대표적 시전인 육의전은 독점 판매가 허용된 여섯 가지 품목을 취급하여 붙은 이름이나 취급하는 품목은 시대에 따라 조금씩 변하였다. 주로 비단, 면포, 삼베 등의 직물과 종이, 어물 등의 판매가 이루어졌다. 그 외의 생필품과 도구들은 서울의 경우 각각의 품목이 집중된 전문 시장들이 형성되어 있었는데 노리개나 비녀, 가락지 등은 도자전에서 빗이나 허리띠는 상전에서 갓끈과 주머니는 진사전에서 팔았다. 이 외의 잡다한 물품은 주로 길거리 좌판인 난전에서 구매하거나 집집을 돌아다니며 파는 상인에게서 구매하였다. 화장품 등의 물품은 방문 판매하는 매분구를 통해 구매하였고 각종 서적 역시 방문하는 책장수를 통하여 구매하는 것이 일반적이었다.
조선은 상업을 국가의 통제 아래 두고자 하였다. 국가는 자신이 필요하는 물품을 공급받고 이를 공급하는 시전 상인이나 대동법 시행 이후 각종 방물을 대납하는 공인에게는 독점권을 부여하였고 이들은 사실상 지배층의 수요를 맞추는 것이 일차적인 상업 목적인 어용상인들이었다. 이러한 과정에서 보장받은 독점권을 통해 일부는 커다란 부를 축적하기도 하였으나 국가 역시 각종 관청을 통하여 이들이 취급하는 품목을 판매하였기 때문에 어용 상인들의 독점권은 제한적이었다.
상업에 종사하는 사람은 신분적 차별도 받았다. 조선의 지배층은 사농공상의 서열 속에서 농민은 양반과 가깝게, 공장과 상인은 천민과 가깝게 인식하였다. 조선 초기의 경우 상업 종사자의 신분은 세습되었으며 과거에 응시할 수 없었고 필요에 의해 관직이 주어지더라도 문무 양반과 달리 잡직에 속하여 별도의 품계가 주어지지 않았다. 이러한 차별은 우선 조선을 건국한 지배층인 신진사대부들이 고려의 지배층과 경제적 기반이 달랐기 때문이다. 전형적인 신진사대부는 지방의 토지를 기반으로 한 지주였으며 그들의 최우선적인 경제 관심사는 당연히 농업이었다. 이는 고려를 건국한 왕건 스스로가 대외 무역을 통해 부를 축적한 상인이었던 점과 확연히 구별된다. 신진사대부의 입장에서 상업의 발달과 상인의 증가는 상대적으로 농민의 감소를 뜻하는 것으로 비춰졌다.
한편 조선의 이러한 상업에 대한 통제는 조세의 수취 때문이기도 하였다. 조선은 공장과 상인에게 정해진 일정 금액을 공상세(工商稅)로 수취하였는데 시전 상인의 경우 1 칸의 점포마다 봄 가을에 저화 1 장을 징세하였다. 태종 시기 정해진 저화의 고정가치는 1 장 당 쌀 1 말이다. 돌아다니며 물건을 파는 행상의 경우엔 그 보다 더 걷어 매월 저화 2장을 수취하였다.  행상에게 더 많은 세금을 걷어낸 것은 상업 억제책의 일환으로 이해될 수 있다.
국가의 억제책에도 불구하고 실제 생활에서 필요한 물품의 교환은 불가피한 일이었기 때문에 각종 난전이 생길 수 밖에 없었다. 국가는 시전 상인에게 금난전권을 부여하여 이를 막고자 하였으나 실제에서는 난전 없이 도시 주민들이 생활하기는 어려웠다. 조선 후기인 정조 시기에 이르면 이미 난전이 시전을 압도할 정도로 성장하였고 특히 지금의 종로4가 부근인 이현과 서소문 밖의 칠패는 난전에서 출발하여 대표적인 신흥 상권으로 자리잡았다. 정조는 이러한 현실을 반영하여 신해통공으로 금난전권을 폐지하였다.
지방에서는 일반적으로 정기적 시장인 장시가 열려 필요한 물품을 구매하였다. 조선의 장시는 15세기 후반 전라도에서 형성되기 시작하여 17세기가 되면 전국의 읍 단위로 확대되었다. 이렇게 형성된 오일장은 오늘날에도 지방 전통시장의 한 형태로 남아있다. 각 읍지의 오일장은 지역마다 날자의 차이를 두어 보부상이 지역을 순회하며 장사하기 용이하도록 설정되었다. 《만기요람》은 순조 시기 전국의 장시를 모두 1061 곳으로 기록하고 있다.

### 무역
조선은 원칙적으로 사신 행사와 함께 하는 공무역만을 인정하고 그 외의 밀무역을 금지하였다. 공무역은 조선의 특산물인 방물을 조공하고 그 답례품을 받아 오는 조공무역과 사신 행사에 함께 따라가 할당된 무역품을 교역하는 사행무역으로 나뉘었다. 이런 무역 조건 아래서는 통역을 맡은 역관의 역할이 매우 중요하였기 때문에 조선의 이름난 거부들 가운데 역관 출신이 많았다.
중국과의 조공 무역 외에도 이웃한 여진, 일본 등과 개시를 통하여 무역하였다. 일본과는 왜관을 열고 일본의 외교관과 상인이 상주하게 하였다. 일본과의 무역은 임진왜란으로 한 때 중단되기도 하였으나 주화의 주조를 위한 왜동의 수입과 같이 필수불가결한 품목이 있었기 때문에 얼마 지나지 않아 재개되었다. 조선 시대에는 별도의 독립국이었던 오늘날 오키나와에 해당하는 류큐 왕국과도 무역이 있었는데 류쿠가 조선에 조공하는 형식을 취했다. 류쿠에서 수입한 물품으로는 설탕과 물소의 뿔 등이 있다.

### 여각과 객주
조선 후기 상품의 이동과 교류가 늘면서 객주(客主)나 여각(旅閣) 같은 숙박업이 등장하였다. 이들은 상인과 여행객의 숙박 뿐만 아니라 상품의 매매, 보관, 운송 등의 위탁과 전당포와 같은 금융업도 겸하였다.

## 같이 보기
- 조선의 사회제도